# José Estruch Sanchis
José Estruch Sanchis (Alacant, Alacantí, 3 de maig de 1916 - Madrid, 24 de juliol de 1990) va ser un director de teatre i professor valencià. Gran part del seu treball com a director teatral, d'òpera i professor d'actors la va realitzar a Montevideo, Uruguai.
Tot i que havia estudiat enginyeria, en els anys de la Segona República Espanyola, s'uneix al moviment de renovació teatral que volia construir un teatre nacional i popular amb experiències com El Búho, organitzat pels estudiants de la Federació Universitària Escolar, a València o La Barraca, companyia de teatre universitari dirigida per Federico García Lorca i Luis Sáenz de la Calzada a Madrid.
Acabada la Guerra Civil i després de passar vuit mesos en un camp de concentració a França José Estruch s'exilia a Londres on roman fins a 1949. Allí viu la seva primera experiència teatral, en un camp de 4.000 nens refugiats d'origen basc en un poble proper a Londres on els fa representar obres del teatre clàssic.
El seu primer vincle amb el moviment teatral montevideà la té a través de Club de Teatre, companyia que codirigeix al costat d'Antonio Larreta i Laura Escalante, i són recordades les seves posades en escena d' El caballero de Olmedo de Lope de Vega (1950), Medea d'Eurípides (1953), Los cuernos de Don Friolera de Valle Inclán (1955) i Santa Juana de George Bernard Shaw (1959).
Dirigeix en algunes ocasions la Comedia Nacional amb El amor de los cuatro coroneles de Peter Ustinov (1958), Rinocerontes d'Eugen Ionescu (1960), La dama boba de Lope de Vega (1960).
En 1963 es presenta junt a la Comedia Nacional amb La dama boba al Festival de las Naciones a París i després realitza una breu temporada en Roma.
Margarida Xirgú proposa el seu nom per dirigir la Escola Municipal d'Art Dramàtic (EMAD), cosa que farà des de 1959 fins a 1967. Va ser a més professor en el Conservatori Nacional de Música. En 1967 torna a Espanya on la seva activitat va estar lligada a l'ensenyament a l'Escola d'Art Dramàtic de Madrid.
En 1990 va ser distingit amb el Premi Nacional de Teatre de 1990, atorgat pel Ministeri de Cultura d'Espanya.
Des de l'any 1999 la companyia de l'Aula de Teatre Clàssic de la Reial Escola Superior d'Art Dramàtic (RESAD) porta la denominació José Estruch en homenatge i record a la gran tasca que va realitzar aquest formador d'actors i directors d'escena.